# Narrantsouac
Narrantsouac, Naranzouac ou Narantsouak (de l’algonquin Nanrantsouak : « peuple d'entre les rapides ») désignait le territoire d'une tribu d’indiens Abénaquis, dans l'actuel État du Maine au nord-ouest de Penobscot, et sur la rive est du fleuve Penobscot. Naguère rattaché à l'agglomération de Norridgewock, ce site historique se trouve aujourd'hui au lieu-dit Old Point à Madison (Maine).

## Le village
Narrantsouac se trouvait sur un plateau surplombant un large méandre de la Kennebec, en face de la confluence avec la Rivière Sandy (Kennebec). Une description de l'officier-géomètre Joseph Heath, datée de 1716, décrit le village indien comme un fort carré entouré d'une palissade de 3 m de hauteur et de 50 m de côté avec un portail au centre. Les remparts du fort coïncidaient assez exactement avec les quatre points cardinaux. Les portes étaient reliées par deux grandes allées à angle droit, ménageant une place carrée au centre ; une  grande croix s'y dressait. L'enceinte abritait « 26 cabanes construites à l’anglaise » donc certainement en rondins de bois. Plusieurs canoës étaient tirés le long du rivage, mais les pagaies étaient rangées à l'intérieur du fort. Les alentours du fort avaient été défrichés pour les besoins de l'agriculture : on y cultivait du maïs, de l'avoine, des haricots, des citrouilles et des courges. Deux fois par an (l'été et l'hiver), la tribu se consacrait à la pêche, à la chasse au phoque et aux oiseaux, ainsi qu'à la collecte des palourdes, des huîtres. Le poète John Greenleaf Whittier a célébré l'endroit dans son ode intitulée Mogg Megone (1836).

## Les guerres indiennes

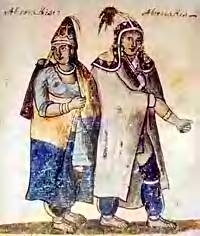
Un couple d’Abénaquis.

Situé aux confins de la Nouvelle-France et de la Nouvelle-Angleterre, Narrantsouac devait jouer un rôle décisif dans l'issue des guerres intercoloniales. Déserté à l'hiver 1705 (ses occupants avaient été prévenus à temps d'une attaque des colons britanniques), le village fut incendié en représailles par un contingent de 275 hommes commandés par le colonel Winthrop Hilton : il s'agissait de punir la participation des Pentagouets au raid effectué deux ans plus tôt (les 10 et 11 août 1703) sur la colonie de Wells (Maine) par le corps expéditionnaire de 500 hommes du lieutenant français Alexandre Leneuf de Beaubassin. La paix d’Utrecht, en 1713, apaisa temporairement les relations entre les colons français et anglais, mais sur des bases précaires : les Français, en effet, étaient censés évacuer l'Acadie au profit des Anglais ; or les frontières de ce pays n'étaient précisées que très sommairement, la province de Québec et la province de la baie du Massachusetts ayant chacune sa propre définition des limites du territoire concerné, de sorte que les contestations perdurèrent jusqu'au Traité de Paris (1763).
Les Français réclamaient la vallée de la Kennebec parce qu'ils étaient très conscients qu'elle constituait une voie d'invasion privilégiée vers Québec (ainsi que Benedict Arnold en fera la preuve en 1775). Quant aux Britanniques, ils réclamaient la rivière Saint-George sur la base de pactes qu'ils avaient obtenus des sachems locaux. Ces pactes étaient contestés par les colons Français, qui déniaient aux sachems le droit de céder un territoire qui, disaient-ils, appartenait en fait à toute la tribu des Abénaquis et non à ses chefs. Toutefois, avec la signature de la paix en 1713, les colons de Nouvelle-France ne pouvaient reprendre ouvertement les hostilités, même si les cottages anglais commençaient à se multiplier de façon inquiétante au milieu des terres convoitées. Aussi, les autorités françaises imaginèrent de soulever les Indiens contre les colonies britanniques, en s'appuyant sur le réseau des missionnaires jésuites pour communiquer les informations utiles : on multiplia les missions en territoire abénaqui le long de la Penobscot, du fleuve Sainte-Croix et du fleuve Saint-Jean, tandis que Narrantsouac formait la principale tête de pont des Francais.
Le père Sébastien Racle avait établi dès 1694 une mission à Narrantsouac, qui est sans doute la plus ancienne école du Maine. Il fit édifier une chapelle en écorce de bois en 1698, et malgré la prévention des jongleurs, parvint à convertir la plupart de ses hôtes à la foi catholique. Incendiée lors du raid de 1705, la chapelle fut remplacée par une église qui était achevée à l'automne 1720. Elle se tenait 20 pas à l'extérieur de la porte orientale du fort, et mesurait 20 m de longueur par 8 m de largeur, avec un plafond à 6 m de hauteur. Quarante jeunes Abénaquis en soutane et surplis en assuraient le service. Dans une lettre de 1722 écrite par Johnson Harmon et Joseph Heath au gouverneur John Goffe, l'église est décrite ainsi :
« ...un grand et élégant édifice en rondins, plein d'images et de babioles propres à séduire les Indiens... »
Le Père Racle, fort de sa connaissance des parlers amérindiens, parvint à s’imposer dans les affaires indiennes. Son magistère efficace commença à éveiller la suspicion des autorités britanniques : on lui prêtait des propos hostiles contre les colons protestants, qu'il considérait comme des hérétiques. En 1713, par le Traité de Portsmouth, les Abénaquis avaient fait la paix avec les Britanniques et avaient admis l'institution de relais de poste sur leur territoire (tout en contestant le comportement des officiers anglais). Ces relais leur permettaient de développer le commerce des fourrures (notamment des peaux de castor) à moins de deux jours de marche, alors que le voyage jusqu'à Québec, en remontant la Kennebec à travers les rapides et moyennant beaucoup de portages, prenait plus de 15 jours.
La tolérance vis-à-vis des colons britanniques prit fin avec les diatribes du père Racle contre les embryons de colonie qui se constituaient peu à peu autour des relais de poste : il prêchait aux Abénaquis qu'ils devaient préserver leur territoire intact pour leurs descendants. Le 28 juillet 1721, 250 indiens descendirent le fleuve pour Georgetown à bord de 90 canoës, afin de remettre solennellement une lettre au gouverneur Samuel Shute, exigeant le retrait des colons des terres indiennes, sous peine d'expulsion forcée. Pour toute réponse, 300 soldats commandés par le colonel Thomas Westbrook furent dépêchés pour incendier Narrantsouac en janvier 1722. Ils tombèrent sur un village désert, mais purent mettre la main sur les papiers du père Racle : il y avait là des lettres du gouverneur-général de Nouvelle-France, Rigaud de Vaudreuil, promettant l'acheminement de munitions. Les Indiens se vengèrent de cette incursion en saccageant quelques colonies le long de la Kennebec ; puis le 13 juin 1722, ils incendiaient Brunswick, si bien que le 25 juillet 1722, le gouverneur du Massachusetts, Samuel Shute, déclara la guerre aux Pentagouets.

## La guerre de Fort Dummer